# 肖美丽
肖美丽（1989年—），四川人，中国女權主義活動者。

## 经历
肖美丽出生于1989年四川省。 她畢業于位于中国传媒大学。 除了她的女权行动事业，肖美丽也是一个淘宝网服装店店主。

## 女權活动

### 女子腋毛大賽
肖美丽参与的著名运动有：在2014年，为了宣傳反性侵，从北京到广州的2000多公里的徒步行动；在2015年，为了挑战对于女性美的刻板印象，在新浪微博组织了「女子腋毛大賽」的活動。 肖美丽表示过，她的行动经费来源于网上的私人捐款。 

### 帶血的婚紗
2012年，为了抗议在中国的家庭暴力，肖美丽创造了“帶血的婚纱”（The Bloody Brides）米姆，此米姆在中国版的阴道独白中被引用。 2015年，肖美丽发声抗议中国政府于国际妇女节前夕逮捕五位女權主義活动者。 这五位女性——李婷婷、韦婷婷、郑楚然、武嵘嵘、王曼——通常被称为“女权五姐妹”。

### 反對性騷擾
2018年初，肖美丽参加了反對公車上對女性的性骚扰的活动。
肖美丽称西蒙·波娃的《第二性》对她的女权行动事业有重要影响。

### 播客
2019年六月肖美麗創辦《有点田园》廣播節目，與張累累和田左一同為主播，為性別議題發聲。播客名取為「田園」，旨在去除網絡上對「田園女權」的污名化。該節目有超過2.5萬的聽眾，擴及海內外。

### 火锅店事件
2021年3月，肖美丽在成都一家火锅店用餐时，劝阻邻桌男子抽烟，结果被对方泼茶，随后警方到场调解，要求肖美丽道歉。事后肖美丽不满警方处理，将经历在网上公开，藉此引起官方证实。部分网民认为肖美丽遭遇到性别歧视和性暴力，发声支持，被其他人质疑肖美丽借事件炒作女权议题，甚至挖出她曾于2014年支持香港占领中环运动，认为她“支持港独”，导致她的微博账号被封。